# Тарасова Наталія Іванівна
Ната́лія Іва́нівна Тара́сова (Дрозд) (нар. 28 грудня 1956 року, Лубни) — кандидат філологічних наук (1994), доцент кафедри світової літератури, (спів)авторка підручників та посібників із зарубіжної літератури для середньої та вищої школи.

## Біографічні дані
Народилася 28 грудня 1956 року в Лубнах. У 1974 році закінчила Лубенську середню школу № 6. 
У 1979 році закінчила Полтавський державний педагогічний інститут ім. В. Г. Короленка. 
З 1979 по 1989 рік працювала в освітніх закладах РРФСР (Ленінград), КазРСР (Алма-Ата): вихователькою дитячого садка, викладачкою Казахського науково-дослідного інституту науково-технічної інформації та техніко-економічних досліджень, старшою методисткою Алма-Атинської обласної бібліотеки, головною бібліотекаркою базової міжсоюзної бібліотеки.
У Полтавському державному педагогічному інституті ім. В. Г. Короленка з 1989 року: асистенткою (з 1989 по 1991, аспіранткою 1994), старшою викладачкою (з 1994 по 1995) кафедри загального і російського мовознавства, старшою викладачкою (з 1995 по 1997), доцентом (з 1997) кафедри зарубіжної літератури, заступницею декана факультету філології та журналістики (з 2008).
У 1994 році захистила кандидатську дисертацію на тему: «Синтагматика лексико-граматичних розрядів іменника в сучасній російській мові» (науковий керівник — М. П. Кочерган) в Київському державному педагогічному інституті імені М. Драгоманова.

## Наукова робота
Напрями наукових досліджень: класична література, компаративістика, літературне краєзнавство. Авторка близько 200 публікацій. Авторка і співавторка підручників, посібників, методичних рекомендацій.
Викладає лекційні курси: «Історія зарубіжної літератури  (античний період)»; «Історія зарубіжної літератури  (Середньовіччя. Відродження)»; «Історія зарубіжної літератури  (XVII –XVIII ст.)»; «Аналіз літературного твору»,«Літературне краєзнавство»,«Методика вивчення літературного твору». Очолює науково-предметний гурток «Зарубіжна драматургія та основи акторської майстерності». Художній керівник літературно-мистецького театру-студії «Глобус».